# 唐桑大沢駅
唐桑大沢駅（からくわおおさわえき）は、宮城県気仙沼市唐桑町港にある、東日本旅客鉄道（JR東日本）大船渡線BRT（バス高速輸送システム）のバス停留所である。宮城県内のJR駅では、バス停留所を含めると最北端・最東端になる。
大船渡線BRTの運行開始後に新設された。

## 歴史
- 2019年（平成31年）3月16日：開業[1]。

## 駅構造
一般道走行区間のバスベイ型停留所であり、国道45号上にバスポールのみが設置されている。岩手県交通「大沢」停留所と同一地点にある。

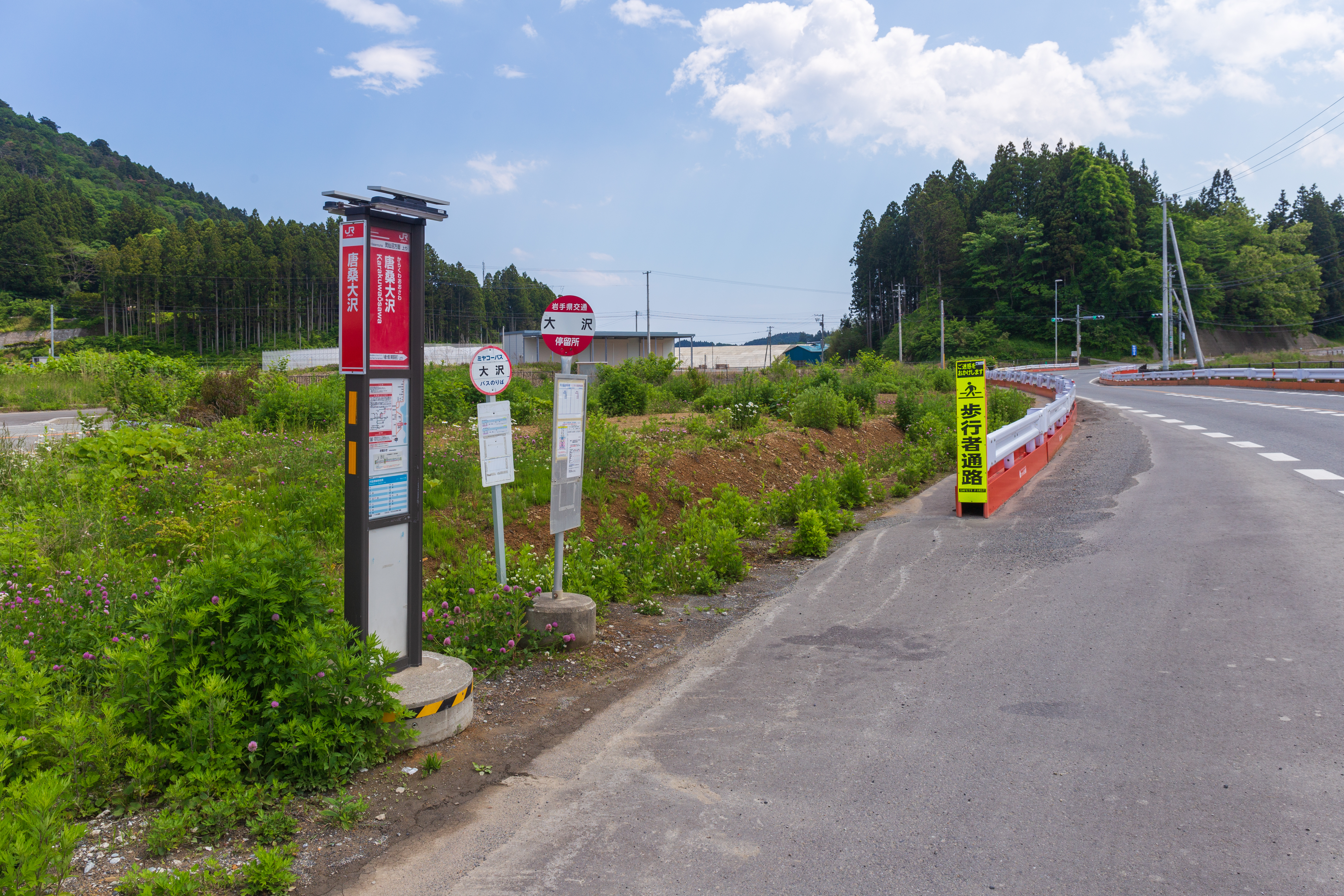
国道45号工事中の気仙沼方面のりば（2019年6月）

## 利用状況
JR東日本によると、2023年度（令和5年度）の1日平均乗車人員は6人である。
開業後の推移は以下のとおりである。
| 乗車人員推移       | 乗車人員推移     | 乗車人員推移   |
| 年度               | 1日平均 乗車人員 | 出典           |
| ------------------ | ---------------- | -------------- |
| 2018年（平成30年） | 2                | [ 利用客数 2 ] |
| 2019年（令和元年） | 2                | [ 利用客数 3 ] |
| 2020年（令和02年） | 3                | [ 利用客数 4 ] |
| 2021年（令和03年） | 4                | [ 利用客数 5 ] |
| 2022年（令和04年） | 4                | [ 利用客数 6 ] |
| 2023年（令和05年） | 6                | [ 利用客数 1 ] |

## 駅周辺
- 国道45号
- 大沢漁港
- 防災集団移転団地（大沢A団地、大沢B団地）
- 岩手県交通「大沢」停留所
  - ミヤコーバス大沢線の「大沢」停留所が設置されていたが、当駅付近の経路変更に伴い2023年9月30日の運行をもって廃止された[2]。

## 隣の停留場
東日本旅客鉄道（JR東日本）
■大船渡線BRT
□快速・■普通
八幡大橋（東陵高校）駅 - 唐桑大沢駅 - 長部駅

### 記事本文
1. ↑  「大船渡BRT「唐桑大沢駅」「西下駅」設置について (PDF)」（プレスリリース）、東日本旅客鉄道盛岡支社、2018年10月31日。2018年11月4日時点のオリジナル (PDF)よりアーカイブ。2025年6月24日閲覧。
2. ↑  「路線バス大沢線の経路変更とバス停の新設等について (PDF)」気仙沼市、2023年8月21日。2024年1月1日閲覧。

### 利用状況
1. 1 2  「BRT駅別乗車人員（2023年度）| 企業サイト：JR東日本」東日本旅客鉄道。2025年6月24日閲覧。
2. ↑  「BRT駅別乗車人員（2018年度）：JR東日本」東日本旅客鉄道。2025年6月24日閲覧。
3. ↑  「BRT駅別乗車人員（2019年度）：JR東日本」東日本旅客鉄道。2025年6月24日閲覧。
4. ↑  「BRT駅別乗車人員（2020年度）| 企業サイト：JR東日本」東日本旅客鉄道。2025年6月24日閲覧。
5. ↑  「BRT駅別乗車人員（2021年度）| 企業サイト：JR東日本」東日本旅客鉄道。2025年6月24日閲覧。
6. ↑  「BRT駅別乗車人員（2022年度）| 企業サイト：JR東日本」東日本旅客鉄道。2025年6月24日閲覧。